# Háijiǎo qīhào
Pour plus de détails, voir Fiche technique et Distribution.
Háijiǎo qīhào (海角七號) est un film taïwanais réalisé par Wei Te-sheng, sorti en 2008.

## Synopsis
Aga, chanteur, compositeur, parolier et guitariste, rentre dans son village natal dans le sud de Taïwan après avoir tenté de percer, en vain, à Taipei. Tomoko, mannequin japonaise, sert de femme à tout faire à une équipe de shooting dans ce même village.
Un jour, la camionnette transportant l'équipe fait déraper la moto de Papy Mao, vieux musicien et facteur du village. Le beau-père d'Aga décide d'envoyer Aga le remplacer. Aga, peu impliqué, dissimule chez lui le courrier qu'il n'a pas distribué et ouvre un jour un paquet contenant une boîte de sept lettres en provenance du Japon.
Pendant ce temps, le complexe hôtelier du village attire les foudres du maire en invitant un artiste japonais à se produire à la fête annuelle. Les deux parties trouvent un compromis : la première partie sera assurée par un groupe local que le maire aura constitué ; en contrepartie, la performance de l'artiste japonais sera autorisée.
Pour monter ce spectacle, le maire organise une audition pour recruter des musiciens, tandis que l'agence qui emploie Tomoko, qui parle couramment le mandarin (avec un compréhensible mais horrible accent), la charge de manager le groupe qui sera formé et le concert de l'artiste japonais.
À la suite de l'audition, le groupe est constitué d'Aga (composition, paroles, chant et guitare), un père et son fils policier (2de guitare et basse), un garagiste (percussions) et une adolescente (clavier). Aga, aussi peu motivé pour ce projet que pour son emploi de facteur, sabote le groupe en provoquant un accident pour évincer le bassiste, qui ne sait pas jouer de la basse. Cependant, Papy Mao découvre qu'Aga dissimule du courrier et menace de le dénoncer. Le maire tente de l'en dissuader. Papy Mao, excellent joueur de yangqin, une sorte de mandoline asiatique, est frustré de ne pas participer au groupe et exige son incorporation.
Ce groupe improbable est un vrai casse-tête pour Tomoko. Aga a du talent mais n'est pas motivé. Le policier est dépressif : sa femme l'a quitté à cause de son ancien poste dangereux dans une brigade d'élite. Dada est une pianiste surdouée incomprise et en pleine crise d'adolescence, élevée par une femme de chambre abandonnée par son amant japonais. Grenouille le garagiste est amoureux de la femme de son patron alcoolique. Et pour finir, Papy Mao ne sait pas plus jouer de la basse que son prédécesseur.
Le complexe hôtelier organisateur du spectacle fournit un studio pour les répétitions. Malasang, un jeune entrepreneur hakka, a saisi l'opportunité de vendre et promouvoir son alcool de riz dans le hall. Il se fait connaître et apprécier pour sa détermination et ses efforts. Lorsqu'on apprend qu'il sait jouer de la basse, il est incorporé au groupe, au grand dam de Papy Mao qui est relégué à secouer des cymbales sur cadre.
Tomoko, frustrée de ne pas exercer son vrai métier, malmenée par le mépris affiché de sa femme de chambre (la mère de Dada) et dépassée par son travail, explose quand elle se rend compte qu'Aga n'a pas travaillé du tout ses chansons et passe son temps à aller à la plage. Elle décide de quitter son travail, mais Papy Mao la retient en l'invitant à un banquet de mariage.
Aga et Tomoko quittent l'un et l'autre le banquet. Tomoko, ivre, se rend chez Aga et casse les vitres. Dans ses bras, elle éclate en sanglots et dit sa solitude et son désarroi. Aga la porte dans sa chambre et sèche ses larmes. Après avoir discuté avec franchise, ils font l'amour. Tomoko découvre au réveil les lettres d'amour qu'Aga n'a pas distribuées. À la lecture, elle découvre qu'il s'agit des missives d'un professeur japonais à sa bien-aimée taïwanaise. Lorsque le Japon a perdu la seconde guerre mondiale, les colons japonais ont été contraints de partir. Le jeune professeur promit à son élève et amante, nommée Tomoko, de l'emmener avec lui, mais a finalement décidé de partir seul une fois sur le quai. Il décrivit dans sept lettres écrites sur le bateau qui le ramenait au Japon les raisons et la douleur de cette décision. À sa mort, sa fille découvre ces lettres et les envoie à Tomoko, à son adresse Cape n°7, qui n'existe plus.
Tomoko, touchée, fait promettre à Aga de trouver cette vieille femme qui porte le même prénom qu'elle et de lui transmettre ces lettres. Aga demande l'aide de Papy Mao, qui malheureusement, malgré son grand âge et toute sa vie passée au village, ne connaît ni l'adresse ni la femme.
Le jour du spectacle, Tomoko se réconcilie avec la femme de chambre et lui raconte l'histoire des lettres. Cette dernière se révèle en fait être la petite-fille de Tomoko, et avoir été mise à la porte de chez elle pour sa liaison avec un Japonais. Comme elle n'ose pas rentrer, elle refuse de prendre les lettres et donne l'adresse de sa grand-mère à Tomoko en exigeant qu'elles lui soient transmises immédiatement. Tomoko demande à Aga de le faire, en prenant le risque qu'il soit absent au spectacle. Elle lui confie également que son agence lui a proposé un poste de relations publiques et qu'elle devait rentrer le soir même au Japon.
Aga se rend chez la grand-mère Tomoko. La voyant occupée, il se contente de déposer la boîte et repart aussitôt. Il arrive à temps pour le spectacle. La prestation de sa première chanson, très rock, rencontre un franc succès. La 2e, plus romantique, est interprétée par lui au chant, Malasang à la contrebasse électrique, Dada au clavier, Grenouille aux percussions, le policier à la guitare et Papy Mao au yangqin. Au milieu de la chanson, Aga s'interrompt et regarde Tomoko, venue le voir à l'entrée de la scène. Elle met le collier aborigène symbole de l'amour en signe d'acceptation des sentiments d'Aga.
L'artiste japonais, conquis par la performance du groupe local, veut le laisser se produire sur scène. Tomoko tente de l'en dissuader en lui expliquant qu'ils n'ont préparé que deux chansons, mais Papy Mao se met à jouer une mélodie, suivi par les autres membres. Cette chanson s'interprète en mandarin et japonais : l'artiste japonais et Aga l'interprètent ensemble, dans ces deux langues.

## Fiche technique
- Titre original : 海角七號, Háijiǎo qīhào
- Titre anglais : Cape No. 7
- Réalisation : Wei Te-sheng
- Scénario : Wei Te-sheng
- Production : Chang Chang-ti, Cheng Ming-fu, Jimmy Huang, Tony Hu, Lin Tien-kui, Lewis Lu et Wei Te-sheng
- Musique : Lo Chi-yi et Fred Lu
- Photographie : Chin Ting-chang
- Pays d'origine : Taïwan, États-Unis
- Langues originales : mandarin, japonais, anglais
- Format : Couleurs - 2,35:1 - Dolby Digital
- Genre : Comédie dramatique
- Durée : 129 minutes
- Date de sortie : 2008

## Distribution
- Van Fan : Aga
- Chie Tanaka : Tomoko
- Min-hsiung : Rauma
- Ying Wei-min : Frog
- Ma Nien-hsien : Malasun
- Johnny Lin Chung-jen : le vieux Mao
- Joanne Yang : Dada
- Shino Lin : Mingchu

## Autour du film
Le film est inspiré de l'histoire vraie d'un facteur du sud de Taïwan qui a passé deux jours, en juin 2004, à trouver le destinataire d'un courrier en provenance du Japon envoyée à une adresse datant de l'occupation japonaise.
Plusieurs langues sont parlées dans ce film: le mandarin, langue officielle, le dialecte min et le japonais. Cependant, c'est le dialecte qui occupe le plus de place : cela permet une représentation fidèle de la vie dans les bourgades rurales des côtes du sud de Taïwan.
Ces régions font face à des problèmes : l'exode des jeunes, l'implantation d'entrepreneurs du nord, la difficulté de développement économique et de maintien de la culture locale... Par exemple, le maire en parle souvent, aux gens comme en monologue :
- « regardez comme cette mer est belle, mais nous les locaux nous ne pouvons plus la voir à cause de ce satané hôtel ! »
- « regardez comme cette mer est belle, pourquoi nos jeunes préfèrent partir ? »
- « Nos jeunes vont au nord se faire exploiter et les gens du nord viennent nous exploiter ! »
L'occupation japonaise a aussi un rôle important. L'élève taïwanaise et le professeur japonais amoureux se sont connus et aimés pendant l'occupation et ont dû se séparer quand elle a pris fin. Papy Mao, comme bon nombre de personnes âgées, parle couramment le japonais.
Ces éléments ont soulevé un certain nombre de polémiques. Le film a été accusé entre autres d'idéaliser l'occupation japonaise. En raison de l'usage massif du dialecte, sa sortie en Chine populaire a posé des problèmes en matière d'autorisation.
Le film est en fait utilisé pour générer suffisamment de fonds pour le tournage d'un film sur les tribus aborigènes de Taïwan pendant l'occupation japonaise, Seediq Bale, sorti en 2011 en deux épisodes.
Le film a bénéficié d'un budget très restreint en communication. Il s'est fait connaître grâce au bouche-à-oreille sur Internet. Il est entré dans l'histoire du box-office de Taïwan, en détenant la 2e place tous films confondus derrière Titanic et la 1re place parmi les films sinophones.

## Distinctions
Meilleure musique originale au Golden Horse Film Festival.